# Treponema pertenue
Treponema pertenue, auch Treponema pallidum pertenue und früher Spirochaeta pertenuis genannt, ist ein Bakterium der Gattung Treponema und der Erreger der Frambösie. Dieser Krankheitserreger wurde 1905 von Aldo Castellani kurz nach der Entdeckung des Syphiliserregers Treponema pallidum (damals: Spirochaeta pallida) entdeckt.

## Die vier Treponematosen
Die Abgrenzung der Frambösie von den anderen drei Infektionskrankheiten durch Bakterien der Gattung Treponema (Treponematosen) – (venerische) Syphilis, (nicht-venerische) endemische oder tropische Syphilis und Pinta – stellt sowohl in historischer Perspektive als auch noch für die heutige bakteriologische Forschung ein Problem dar. Für den Historiker besteht eine letztlich unüberwindliche Schwierigkeit darin, alte Berichte über Hauterkrankungen den oft sehr ähnlichen Hauterscheinungen dieser vier Krankheiten sowie einiger anderer, wie etwa auch der Lepra, zuzuordnen. Entsprechend hatten auch in der Erforschungsgeschichte der Treponematosen Ärzte große Mühe, die venerische von den nicht venerischen Erkrankungen klinisch abzugrenzen. Selbst die klassische Bakteriologie konnte dieses Problem noch nicht endgültig lösen, da nicht einmal unter dem Elektronenmikroskop morphologisch durchgängige Unterschiede zwischen dem Erreger der Frambösie und dem der venerischen Syphilis bestehen. Selbst die gängige Serologie ist bei den verschiedenen Treponematosen gleich.
Für den Patienten ist diese Unterscheidung alles andere als akademisch, sondern von höchster Relevanz: Während er bei der Syphilis (durch Treponema pallidum) im Wesentlichen, mit Ausnahme der tropischen endemischen Formen, nur über sexuelle Kontakte andere infizieren kann, ist dies bei der Frambösie (durch Treponema pertenue) aus den Sekreten der Hautgeschwüre möglich. Die nicht-venerischen Treponematosen beschränken ihren Befall auf Haut, Schleimhaut und Knochen, Pinta (durch Treponema carateum) sogar nur auf die Haut. Dagegen schädigen die Spätstadien der venerischen Syphilis insbesondere innere Organe einschließlich des Herz-Kreislaufsystems und das Nervensystem.